# Celestino Peralta
Celestino Peralta Lapuerta (ur. 6 maja 1879 w Caparroso, zm. 1929 w Buenos Aires) – hiszpański językoznawca i duchowny katolicki.

## Życiorys
Urodził się w Caparroso w Nawarze. Wstąpił do zakonu kapucynów (1898), święcenia kapłańskie przyjął siedem lat później w Pampelunie. Jako zakonnik znany był pod imieniem Celestino María de Caparroso, które nawiązywać miało do jego rodzinnej miejscowości. Już w seminarium duchownym zainteresował się językiem baskijskim. Skierowany przez macierzystą wspólnotę do pracy w szkole w Lekaroz pogłębiał swoją wiedzę na temat tego właśnie języka. Interesowały go zwłaszcza zagadnienia związane z baskijskimi czasownikami. Również w tamtym okresie współpracował z José Antonio de Donostią przy opracowaniu Euskel Eres-Sorta, zbioru 394 ludowych pieśni baskijskich, opublikowanego ostatecznie w 1922. W 1919 włączony został do Euskaltzaindia, akademii języka baskijskiego, jako jej członek korespondent. W 1921 został wysłany przez władze zakonu do prowincji kapucyńskiej obejmującej Chile i Argentynę. Ich decyzja była motywowana politycznie. W grudniu 1928 zdecydował się na wystąpienie z zakonu. Zmarł kilka miesięcy później w Buenos Aires.
Jest autorem szeregu prac poświęconym językowi baskijskiemu. Większość swych publikacji wydał używając pseudonimu Bernardo de Arrigarai. Wykorzystuje on baskijskie tłumaczenie prawdziwego nazwiska Peralty. Opublikował kolejno La conjugación baska. Sumario de lo más preciso y práctico de la conjugación del euskera (1914), Euskel-irakaspidea, o sea Gramática del euskera (dialecto guipuzkoano) (1919) oraz Lenengo irakurbidea aurrei euskaraz irakurtzen irakasteko. Euskelzale batek aur euskaldunen onarako argitaratzen duena (1920). Poprawione, nowe wydanie jego gramatyki baskijskiej ukazało się pośmiertnie w 1932.